# Язловецькі

Герб Абданк.

Язлове́цькі гербу Абданк (пол. мн. Jazłowieccy, одн. Jazłowiecki) — шляхетський рід Польського королівства й Речі Посполитої. Був представлений у Руському й Подільському воєводстві. Гілка роду Бучацьких. Прізвище отримали від дідичного міста Язловця (нині село Бучацького району Тернопільської області). Деякі представники підписувались, зокрема, «з Бучача».

## Історія
У коментарях до книги: Д. Яворницький. «Історія запорізьких козаків» Григорій Сергієнко ствердив, що Миколай Язловецький — з литовського княжого роду.
Спільно зі своїми родичами-попередниками Бучацькими вони були одними з перших родів Корони, які «колонізували» Поділля. Герб Язловецьких від гербів інших Абданків відрізнявся тим, що на шоломі було пів-лева, який в лапах тримав герб Абданк.
На початку XVI століття, коли рід Бучацьких вигасав, Язловець ненадовго став власністю чи посіданням Миколая Сенявського внаслідок одруження з вдовою Теодорика Язловецького, а пізніше — Єжи (Юрія) Монастирського, який додав до прізвища також Язловецький.

### Представники
- Теодорик з Бучача Язловецький — засновник роду Язловецьких
  - Бартош — староста кам'янецький
  - Міхал — кам'янецький староста, дружина — Ядвиґа з Ходча (Ходецька) гербу Огоньчик.
    - Теодорик — одружений з Катажиною Колянкою гербу Юноша (другий чоловік — Миколай Сенявський гербу Леліва)
    - Димітр (Дмитро) — кам'янецький стольник, галицький чесник.

  - Ян
    - Миколай Язловецький-Монастирський
      - Єжи (Юрій) Монастирський-Язловецький (перед 1510–1575) — великий коронний гетьман, прихильник кальвінізму.
        - Миколай — провів декілька вдалих військових операцій на польсько-молдавському кордоні, отримав привілей на ряд подільських міст, фундатор костелу та кляштору (монастиря) домініканів в Язловці
        - Міхал (пом. 1582[3]/до 1584) — староста хмільницький, шлюб з Катериною Свірч був бездітним; загинув на полі битви[4]
        - Пйотр Єнджей[4] (Анджей Пйотр) (1559 — 22 вересня 1581, Рим) — староста червоногродський, загинув на полі битви (або помер, маючи 22 роки і 10 місяців)[4]
        - Геронім[5] (?—1607) — воєвода подільський, вправний військовик; останній чоловік — представник роду.
        - Ельжбета — дружина Якуба Претвича, сина теребовельського старости Бернгарда Претвича
        - Катажина — дружина Яна Вольського з Підгаєць
        - Анна — дружина придворного, ротмістра Мартина Чурила
        - Ядвіґа з Бучача[6] — остання з роду, фундаторка Чернелицького замку, друга дружина ротмістра Анджея Белжецького (Белзецького[7]);[8][9] офірувала домініканському монастирю в Підкамені 30 липня 1636 р. срібний хрест з часткою Ісусового хреста,[10] фундаторка монастиря в Мурафі, якому записала село Пилявці (нині Пилява, Старосинявський район);[6] теща київського воєводи Януша Тишкевича, якого в позові до коронного трибуналу звинувачувала в насильницькому загарбанні маєтностей, які вона посідала.[11]

      - Друзяна — друга дружина Якуба Потоцького.
      - Анна — дружина Бжеського гербу Цьолек, матір Миколая Бжеського

Каспер Несецький до Язловецьких гербу Абданк зараховує Вацлава Язловецького (подав у відставку з посади у 1477 році, чи помер)  — воєводу подільського (у статті про Поділля; щоправда, його не має у списку воєвод в недавній праці польських дослідників), також старосту руського, подільського часів короля Владислава ІІ Ягайла, який воював проти татар. Потім став монахом на пустині при каплиці св. Катерини за дозволом краківського єпископа РКЦ. При каплиці спорудив (чи виставив) твердиню, в якій поселилися монахи-бенедиктинці. Запис про ці події датується 1477 роком.
Язловецькі, як справжні «прикордонні барони», часто діяли спільно з українськими козацькими загонами. Останній з синів Єжи Язловецького — Геронім Язловецький — прославився своїм військовим мистецтвом. За аналогією із давньоруським князем Святославом сучасники стверджували, що битви для нього — забави, обоз — дім, кінь — крісло, залізна кольчуга — одяг. Після смерті Героніма Язловецького у 1607 році цей рід припинив своє існування.
Кс. Садок Баронч описав переказ, згідно з яким один з останніх дідичів Язловецьких (правнук) познущався одного разу з вірменського єпископа у Язловці, який наклав на кривдника відлучення від церкви та прокляв рід. Пізніше замок згорів від блискавки, кривдник пропав безвісти, його син утопився у замковій криниці.

### Маєтності
Володіли Язловцем, Монастириськами, Мурафою та іншими поселеннями, їх частинами.
Адам Бонецький навів також відомості про деяких Язловецьких, не вказавши їх герба. Зокрема:
- Антоній
- Миколай, син Антонія, одідичені від батька маєтки Радомишль та Суховоля в Луцькому повіті в 1598 році продав князю Корецькому за 15000 флоринів.
- Бенедикт, у 1722 році мав процес зі спадкоємцями Подгаєцького
- Антоній, згадана в 1797 році його дружина Анна